# Arthur Bauer (Schauspieler)

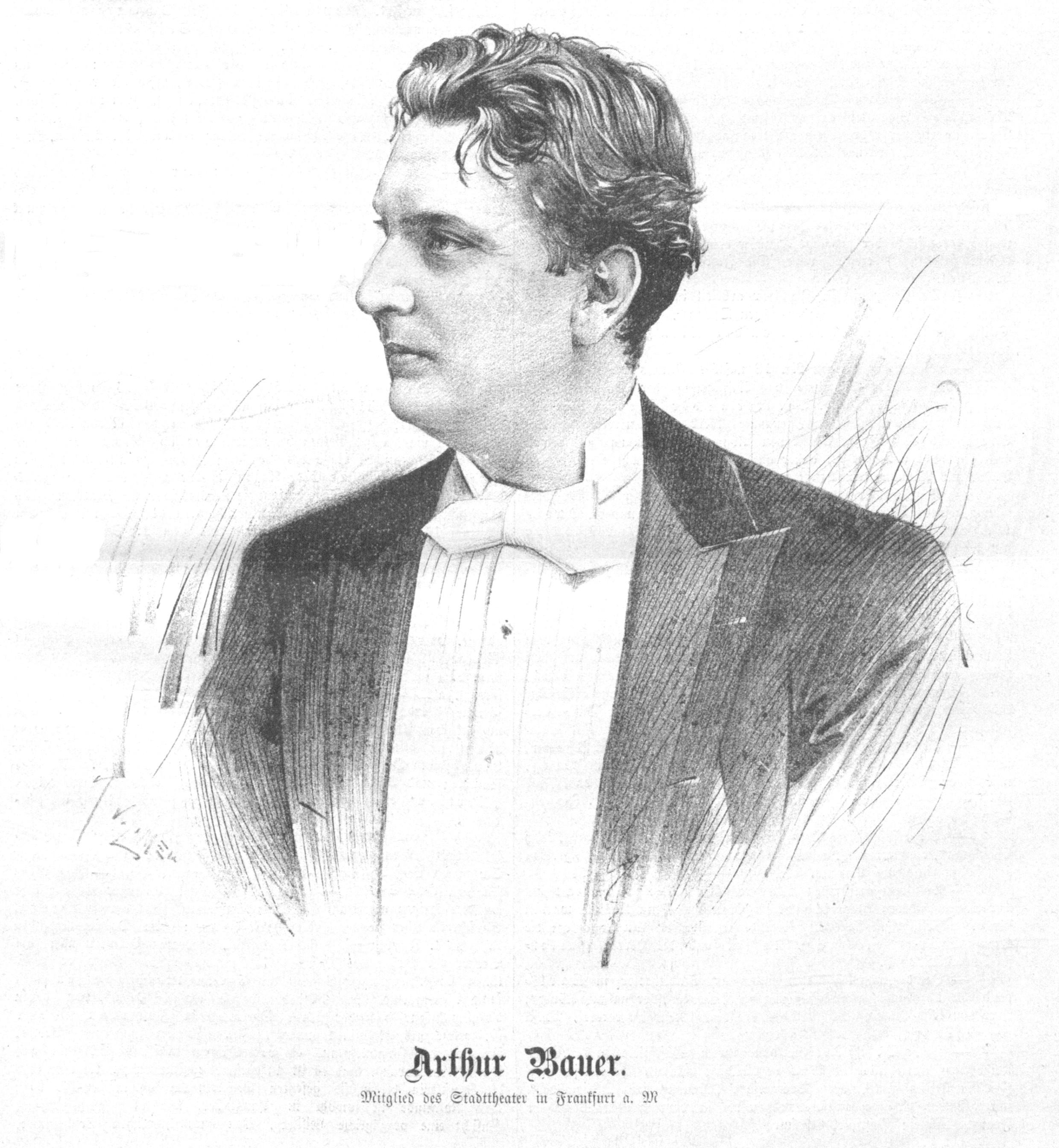
Arthur Bauer im Jahre 1895

Arthur Bauer (* 1858 in Ischl; † 6. September 1931 Frankfurt am Main) war ein österreichischer Theaterschauspieler.

## Leben
Arthur Bauer war Sohn von Andreas Bauer, Besitzer des "Hotel Bauer". Dieser wollte nicht zugeben, dass sein Sohn sich der Bühnenkarriere zuwende. Durch den geschäftlichen Ruin seines Vaters gezwungen, verließ Arthur Bauer 1878 das Elternhaus und ließ sich in Salzburg als Chorist engagieren. Es dauerte ziemlich lange, bis der kunstbegeisterte junge Mann sich eine künstlerische Stellung erwerben konnte. Er machte die ganze Misere des Komödiantenwanderlebens mit, wirkte auch in den untergeordnetsten Stellungen an den verschiedensten Provinztheater in Österreich und war schließlich zufrieden als Inspizient am Sommertheater in Budapest und später als Chorist im Theater in der Josefstadt engagiert zu werden.
Dort gelang es ihm, die Rolle des „Josef Lanner“ in Friedrich von Radlers gleichnamigen Stück zu erhalten, in der er gefiel und auf sein Talent aufmerksam machte. Wäre er damals nicht schwer erkrankt, wäre schon zu jener Zeit sein Glücksstern aufgegangen. So musste er noch eine Zeitlang wirken, bis sein künstlerisches Können zum Durchbruch gelangte.
Er kam von Wien als Liebhaber ans Klagenfurter Theater, dann nach Regensburg, ans Deutsche Theater in Budapest, nach Halle, bis er endlich 1889 in den Verband des Grazer Stadttheaters trat. Dort wirkte er bis 1891. 1892 erhielt er einen Ruf ans Deutsche Theater in Berlin. An dieser Kunststätte wie als Teilnehmer am Gesamtgastspiele deutscher Künstler am Alexandertheater in St. Petersburg, erntete er reichen Beifall.
1893 gewann Angelo Neumann den Künstler für das Deutsche Theater in Prag. 1895 bekam er vom Intendanten Emil Claar einen Ruf nach Frankfurt. Dort wurde er Ehrenmitglied der Städtischen Bühnen. Er wirkte in Frankfurt 32 Jahre lang bis 1927.
Bauer war verheiratet mit der Sängerin Marie Hellmer.